# Lomtjärnen (Ströms socken, Jämtland, 712537-146676)
Lomtjärnen är en sjö i Strömsunds kommun i Jämtland och ingår i Ångermanälvens huvudavrinningsområde.